# ОШ „Мајка Кнежопољка” Кнежица
ОШ „Мајка Кнежопољка” је једна од основних школа на подручју општине Козарске Дубице. Налази се у Кнежици на адреси Видовданска бб. Име је добила по Мајка Кнежопољка лику из поеме Стојанка мајка Кнежпољка Скендера Куленовића која је у офанзиви на Козару 1942. изгубила три сина Срђана, Мрђана и Млађена.

## Историјат
Прва школа у овом крају отворена је 1911. у Малом Дворишту, у садашњем насељу Кнежица. За вријеме Првог свјетског рата није радила, а до 1930. отворене су школе у селима Велико Двориште, Стригова и Читлук. Све су запаљене или порушене у Другом свјетском рату. Већ 1944. отворена је школа у Великом Дворишту, а одмах по завршетку рата и у селима Доњи Јеловац, Крива Ријека, Стригова, Ушивац и Читлук. Школе су радиле у сеоским кућама. У селу је 1950. отворена осмогодишња школа, коју је похађало 808 ученика из Кнежице и Ушивца. Школа је била саграђена на обновљеном, у рату порушеном, објекту сеоске продавнице. Имала је три учионице, па су мјештани, уз постојећи, подигли још један објекат, са три учионице и становима за наставнике. Изградња нове школске зграде, која је садржала само учионице, започета је 1960. године. Настава у новом објекту почела је 1963, када је школа, са подручним одјељењима, имала 863 ученика. Исте године набављена је метеоролошка станица и основана метеоролошка секција. Садашњи назив школа носи од 1964. године. Школски објекат дограђен је 1981. године. Од 1985. школско подручје Кнежице проширено је на 21 село. До 1987. угашене су подручне четворогодишње школе: Доњи Јеловац (основана 1923., обновљена 1945., угашена 1967.), Стригова (основана 1930, обновљена 1945, угашена 1987), Велико Двориште (основана 1944, угашена 1979), Ушивац (1945, угашена 1950) и Крива Ријека (1945, угашена 1963). Школске 2007/2008. школа је имала 385 ученика, од тога 165 у подручним школама. У њеном саставу је деветогодишња школа „Клуз–Чајавец“ из Међувођа, која јој је припојена 1985, и четворогодишња из Читлука. Школске 2010/2011. имала је 327 ученика, 28 наставника и вјероучитеља православне вјеронауке, а 2022/23. – 187 ученика, 34 наставника и једног вјероучитеља православне вјеронауке. Школа има спортску дворану, уређене спортске терене и кухињу. Школска библиотека има око 22.500 књига (2023). У саставу школе ради и музичка школа. Од 1972. излази ђачки лист „Јутро“. Школа је добила награду „Хасан Кикић“ (1982).